# Лонгвиль, Генрих II де
Генрих II Орлеанский, герцог де Лонгвиль (фр. Henri II d’Orléans, duc de Longueville; 27 апреля 1595 — 11 мая 1663) — французский принц крови, один из последних представителей побочной (Орлеанской) ветви дома Валуа, супруг знаменитой герцогини де Лонгвиль, видный дипломат и вождь Фронды.
Титулы: Герцог де Лонгвиль, де Эстутвиль и де Кюломьер, граф де Нёвшатель и де Валанжен, принц де Шательайон, граф де Дюнуа, де Танкарвиль, пэр Франции, губернатор Пикардии и Нормандии.

## Биография

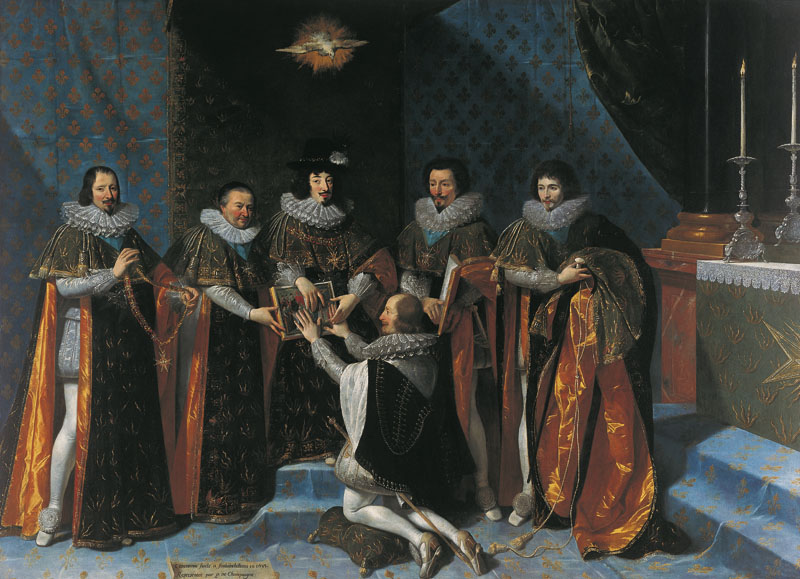
Филипп де Шампень. Людовик XIII принимает герцога Лонгвиля в орден Святого Духа (15 мая 1633 года)

Родился за два дня до гибели своего отца, 7-го герцога Лонгвиля, при осаде Амьена. Воспитан матерью, Екатериной Гонзага (дочерью Людовика Неверского и Генриетты Клевской), при дворе Генриха Великого (который был его крёстным). В 1617 году вступил в брак со своей родственницей, мадемуазель де Суассон, дочерью 1-го графа Суассонского (из дома Конде).
Во время несовершеннолетия Людовика XIII Лонгвиль принимал участие во всех междоусобиях, но около 1620 года примирился с двором. Во время Тридцатилетней войны он вместе с Гебрианом начальствовал над французскими войсками после смерти Бернгарда Веймарского и успешно сражался в Лотарингии, Эльзасе, на Рейне и в Италии.
После пяти лет вдовства 47-летний герцог женился на 22-летней кузине своей первой супруги, Анне Женевьеве де Конде. Именно в этом браке родился последний из Лонгвилей — Жан Луи. Воспитание наследника и его старшей сестры Марии было поручено учёному иезуиту Доминику Бууру. Герцог де Лонгвиль также признал своим Шарля-Париса — сына Анны Женевьевы от герцога Ларошфуко, и тот при содействии своей тётки Людовики Марии чуть не занял польский престол. Сам Генрих II состоял в связи с пресловутой Марией де Роган-Монбазон и имел незаконорожденную дочь.
Как и свои предки, Генрих именовался суверенным князем Нёвшателя и в этом качестве сделал многое для освобождения швейцарских кантонов от притеснений Габсбургов. Он мечтал об основании в своих альпийских владениях нового города, который планировал наречь своим именем — Генриополь. Герцог долгое время управлял от имени короля Нормандией, а в годы малолетства Людовика XIV фактически пользовался там неограниченной властью.
В 1648 году Лонгвиль возглавлял французскую делегацию, подписавшую Вестфальский мир. По условиям мира Нёвшатель признавался суверенным государством, независимым от германского императора. Год спустя кардинал Мазарини распорядился взять под стражу Великого Конде, его брата Конти и их зятя Лонгвиля, чем спровоцировал т. н. Фронду принцев. Постоянные измены жены подорвали дружбу между Лонгвилем и её родственниками, и герцог покорился воле короля.